# Arroyo de San Serván
Arroyo de San Serván è un comune spagnolo di 3 896 abitanti situato nella comunità autonoma dell'Estremadura.